# Adelperga
Adelperga (auch Adelberga; * um 740; † nach Februar 788) war die Tochter des Langobardenkönigs Desiderius und seiner Gemahlin Ansa.

## Leben
König Desiderius festigte seine Stellung im Langobardenreich, indem er 758 dux Liutprand von Benevent vertrieb und Arichis II. in dessen Amt einsetzte, dem er seine Tochter Adelperga zur Frau gab. Adelperga wurde von ihrem Lehrer Paulus Diaconus an den beneventinischen Hof begleitet. Paulus widmete ihr seine Werke Historia Romana (Römische Geschichte) und Versus de Annis, einem Akrostichon, bei dem die Anfangsbuchstaben der Verse die Worte Adelperga pia bilden.
Adelperga und Arichis hatten fünf Kinder:
1. Romuald (* 761/762; † 21. Juli 787; bestattet in der Kathedrale von Salerno)
2. Grimoald III. (* vor 773; † April 806; bestattet in der Kathedrale von Salerno), Nachfolger seines Vaters als dux gentis Langobardorum (Herzog der Langobarden)
3. Gisulf (*?; † vor 806; bestattet in der Kathedrale von Salerno)
4. Theoderada (*?; † nach Februar 788)
5. Adelchisa (* nach 773; † nach November 817), Äbtissin von San Salvatore d’Alife

Nach der Eroberung des Langobardenreiches im Jahr 774 durch Karl den Großen schloss Arichis II. mit diesem ein Bündnis, das die fränkische Oberhoheit formell anerkannte. Doch blieb das Dukat Benevent unter Arichis II., der den Titel princeps annahm und seit 774 mit königsgleicher Macht regierte, selbstständig. In kultureller Hinsicht bildete Arichis Herrschaft einen Höhepunkt der beneventischen Geschichte: Künste und Bildung blühten auf. Königin Adelperga war für ihre Kenntnisse in Philosophie, Poesie, Geschichte und Exegese bekannt.
Adelperga und Arichis stifteten die Kirche Santa Sofia in Benevent. Arichis starb am 26. August 787, doch Karl der Große zögerte Grimoald III., den rechtmäßigen Erben, aus der Geiselhaft nach Benevent zu entlassen. Adelperga übernahm für einige Monate die Regentschaft bis Grimoald III., der Karls Oberherrschaft anerkannte und einen Treueid schwor, Anfang 788 Herzog von Benevent und Salerno wurde. Ihr weiteres Leben ist nicht überliefert.